# Twofish
Twofish är en krypteringsalgoritm utvecklad av Bruce Schneier, ämnad att kringgå svagheter i Blowfish.